# Joseph Ward (boxeador)
Joseph Ward –conocido como Joe Ward– (Mullingar, 30 de octubre de 1993) es un deportista irlandés que compite en boxeo.
Ganó tres medallas en el Campeonato Mundial de Boxeo Aficionado entre los años 2013 y 2017, y tres medallas en el Campeonato Europeo de Boxeo Aficionado entre los años 2011 y 2017.

## Palmarés internacional
| Campeonato Mundial | Campeonato Mundial  | Campeonato Mundial | Campeonato Mundial |
| Año                | Lugar               | Medalla            | Categoría          |
| ------------------ | ------------------- | ------------------ | ------------------ |
| 2013               | Almaty (Kazajistán) | Medalla de bronce  | 81 kg              |
| 2015               | Doha (Catar)        | Medalla de plata   | 81 kg              |
| 2017               | Hamburgo (Alemania) | Medalla de plata   | 81 kg              |
| Campeonato Europeo |                     |                    |                    |
| Año                | Lugar               | Medalla            | Categoría          |
| 2011               | Ankara (Turquía)    | Medalla de oro     | 81 kg              |
| 2015               | Samokov (Bulgaria)  | Medalla de oro     | 81 kg              |
| 2017               | Járkov (Ucrania)    | Medalla de oro     | 81 kg              |